# Ґуру-Нанак-Джаянті
Ґуру-Нанак-Джаянті (Guru Nanak Jayanti, також вживаються назви Guru Nanak Gurpurab та Guru Nanak's Prakash Utsav) — один з головних фестивалів в сикхізмі, що проводиться в день народження першого сикхського гуру (гуру Нанака). Головні святкування в сикхізмі, ґурупраби, пов'язані з річницями народження десяти сикських гуру, діяльність яких призвела до утворення релігії в її сучасному вигляді. Нанак Дев Джі, заснованик сикхізму, народився 15 квітня 1469 року, а його святкування проводиться під час повного місяця у місяць картік. За григоріанським календарем ця дата припадає на листопад, але конкретна дата змінюється з року в рік.

## Ресурси Інтрнету
- Gurpurab SGPC
- Gurpurab [Архівовано 21 травня 2009 у Wayback Machine.] BBC